# 竹田神社 (南さつま市)
竹田神社（たけだじんじゃ）は鹿児島県南さつま市にある神社。現在は「たけだじんじゃ」と読むが、神社創建当初は「たかたじんじゃ」と読んでいた。

## 祭神
日新偉霊彦命（島津忠良公）を祀る。祭神は島津氏中興の祖とされた。

## 沿革
元々は祭神の菩提寺である日新寺がここに建っていたが、明治2年（1869年）12月に廃仏毀釈により廃寺となった。代わりに竹田神社が創祀され、日新寺の土地建物等を流用していたが、同6年（1873年）に島津氏により社殿が造営された。昭和3年（1928年）6月17日に県社に列した。

## 祭祀
- 六月灯（毎年7月23日） 
「水車からくり」と「士踊」（稚児舞、二才舞（にせまい））は鹿児島県指定民俗文化財（昭和36年（1961年）12月20日指定）[3]。

## 宝物
- 島津忠良遺品（袈裟、食器、馬具など） - 加世田郷土資料館に委託展示中。

## いにしへの道
境内周辺には、いにしへの道と呼ばれる島津忠良公が人生について詠まれた訓話である「いろは歌」47首が彫り込まれた石碑が立ち並ぶイヌマキの並木道がある。島津忠良公とその三男の島津尚久公の墓所がある。

## 補注
1. ↑  「資料紹介 諸神社明細」（『尚古集成館紀要』3号）
2. 1 2  竹田神社 鹿児島県神社庁
3. ↑  鹿児島県指定民俗文化財